# Phyllidia
Genre
Les Phyllidies, Phyllidia, sont un genre de nudibranches de la famille des Phyllidiidae.

## Description
Elles ont un corps ovale, oblong, convexe en dessus et couvert d'un écusson ou manteau coriace, variqueux, tuberculeux, qui le déborde partout ; leurs branchies sont disposées en feuillets membraneux, placés à la file les uns des autres autour du corps, sous le rebord du manteau (elles n'ont donc pas de panache branchial sur le dos contrairement aux autres espèces de nudibranches doridiens). Les rhinophores sont lamellés et rétractables. Ils se nourrissent d'éponges, par succion : ils n'ont donc ni radula ni mâchoires. 
Ces nudibranches sont toxiques pour les éventuels prédateurs : c'est sans doute pour cette raison que les juvéniles de l'holothurie Pearsonothuria graeffei sont mimétiques de certaines espèces tropicales de ce genre, comme Phyllidia varicosa. 

## Liste d'espèces
Selon World Register of Marine Species (4 juin 2011) :
- Phyllidia alyta Yonow, 1996
- Phyllidia babai Brunckhorst, 1993
- Phyllidia carlsonhoffi Brunckhorst, 1993
- Phyllidia coelestis Bergh, 1905
- Phyllidia elegans Bergh, 1869
- Phyllidia exquisita Brunckhorst, 1993
- Phyllidia flava Aradas, 1847
- Phyllidia goslineri Brunckhorst, 1993
- Phyllidia guamensis (Brunckhorst, 1993)
- Phyllidia haegeli (Fahrner & Beck, 2000)
- Phyllidia koehleri Perrone, 2000
- Phyllidia larryi (Brunckhorst, 1993)
- Phyllidia madangensis Brunckhorst, 1993
- Phyllidia marindica (Yonow & Hayward, 1991)
- Phyllidia menindie (Brunckhorst, 1993)
- Phyllidia ocellata Cuvier, 1804
- Phyllidia orstomi Valdés, 2001
- Phyllidia picta Pruvot-Fol, 1957
- Phyllidia polkadotsa Brunckhorst, 1993
- Phyllidia rueppelii (Bergh, 1869)
- Phyllidia schupporum Fahrner & Schrodl, 2000
- Phyllidia scottjohnsoni Brunckhorst, 1993
- Phyllidia tula Er. Marcus & Ev. Marcus, 1970
- Phyllidia varicosa Lamarck, 1801
- Phyllidia willani Brunckhorst, 1993
- Phyllidia zebrina Baba, 1976

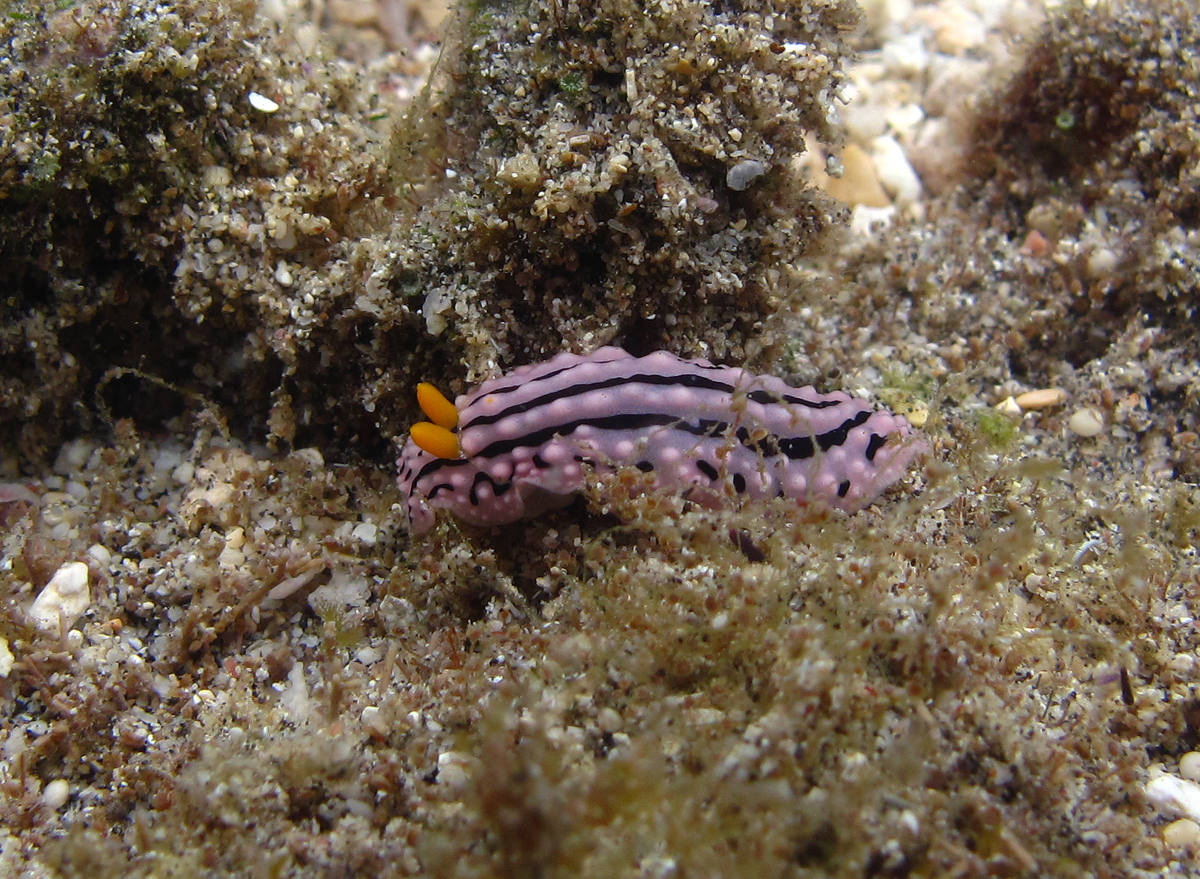
Phyllidia alyta
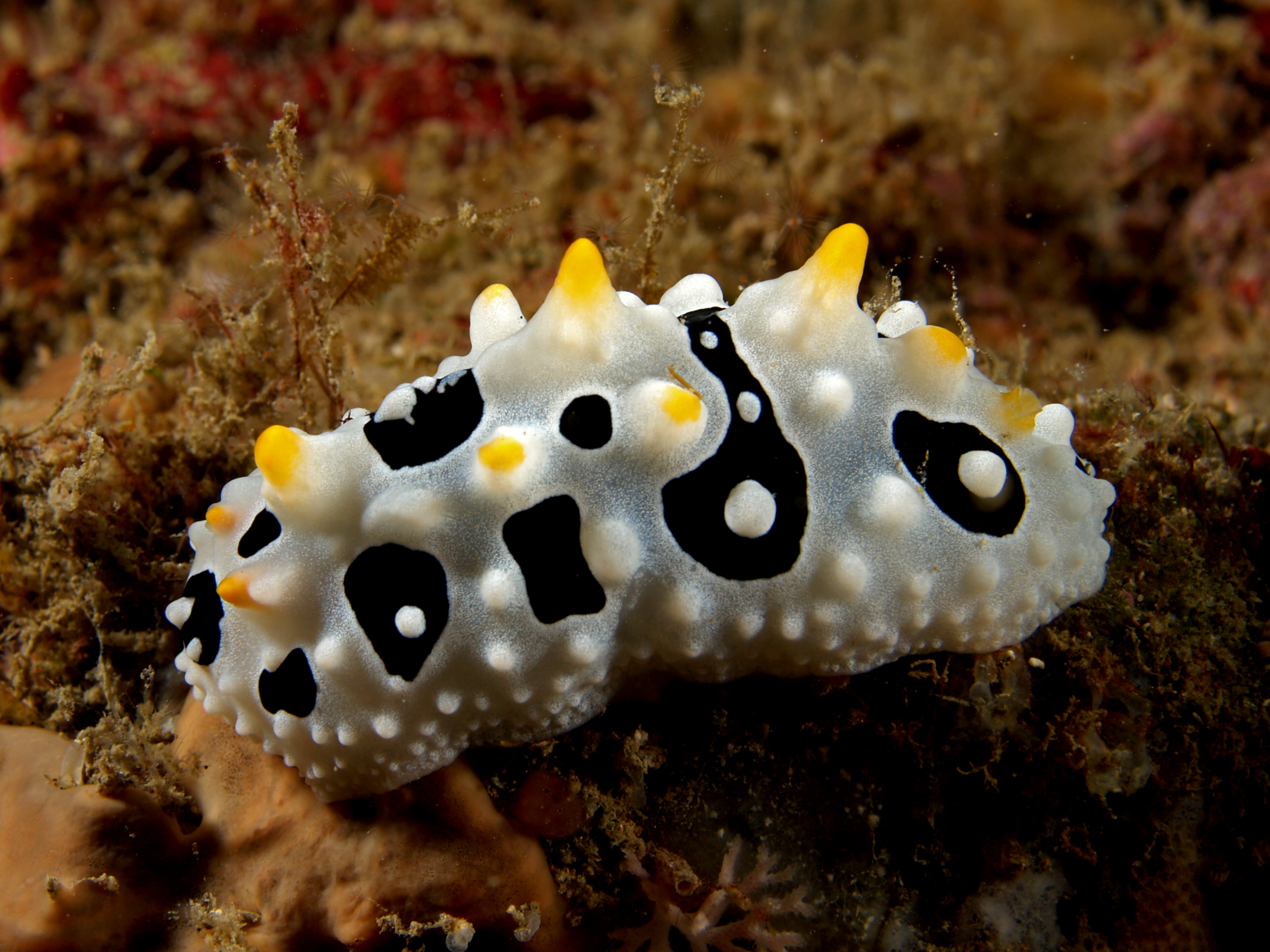
Phyllidia babai
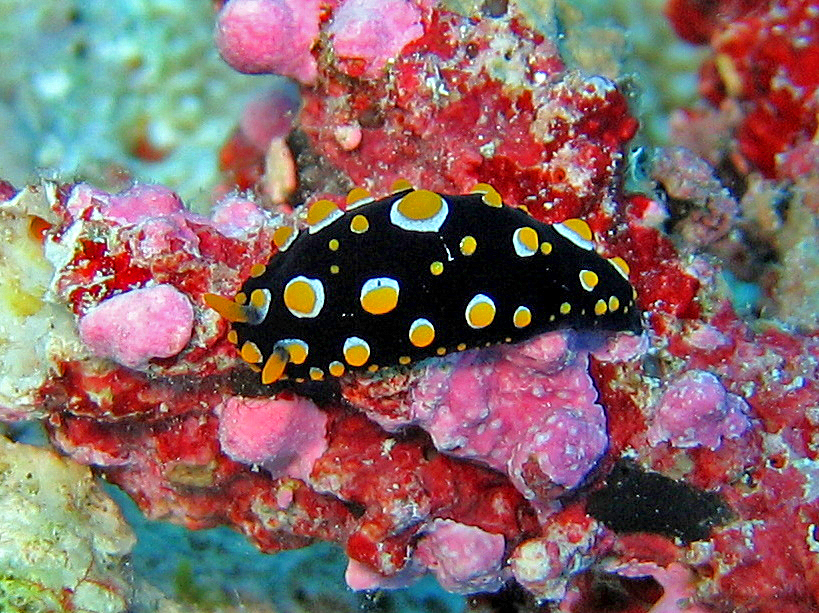
Phyllidia carlsonhoffi
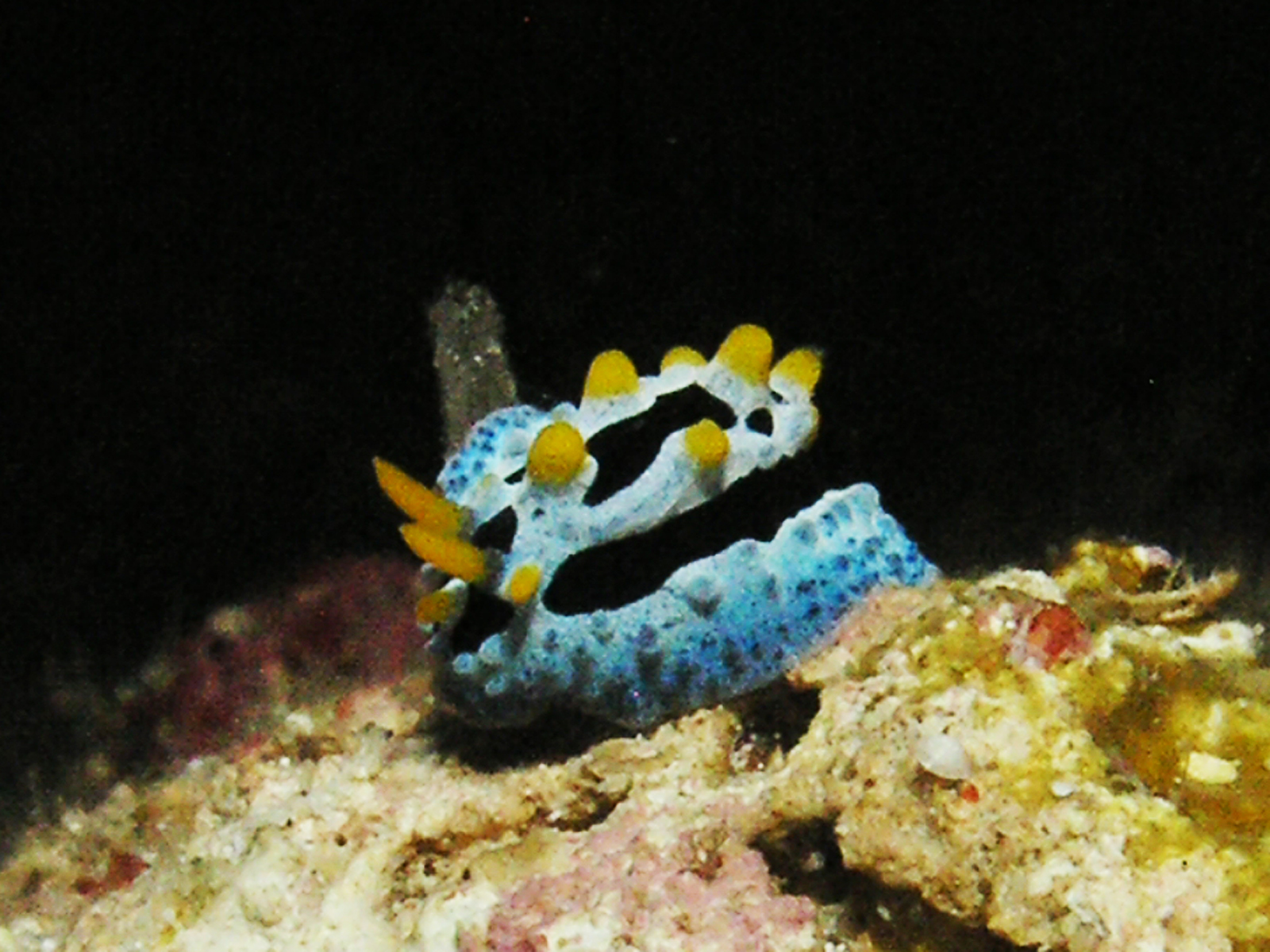
Phyllidia coelestis
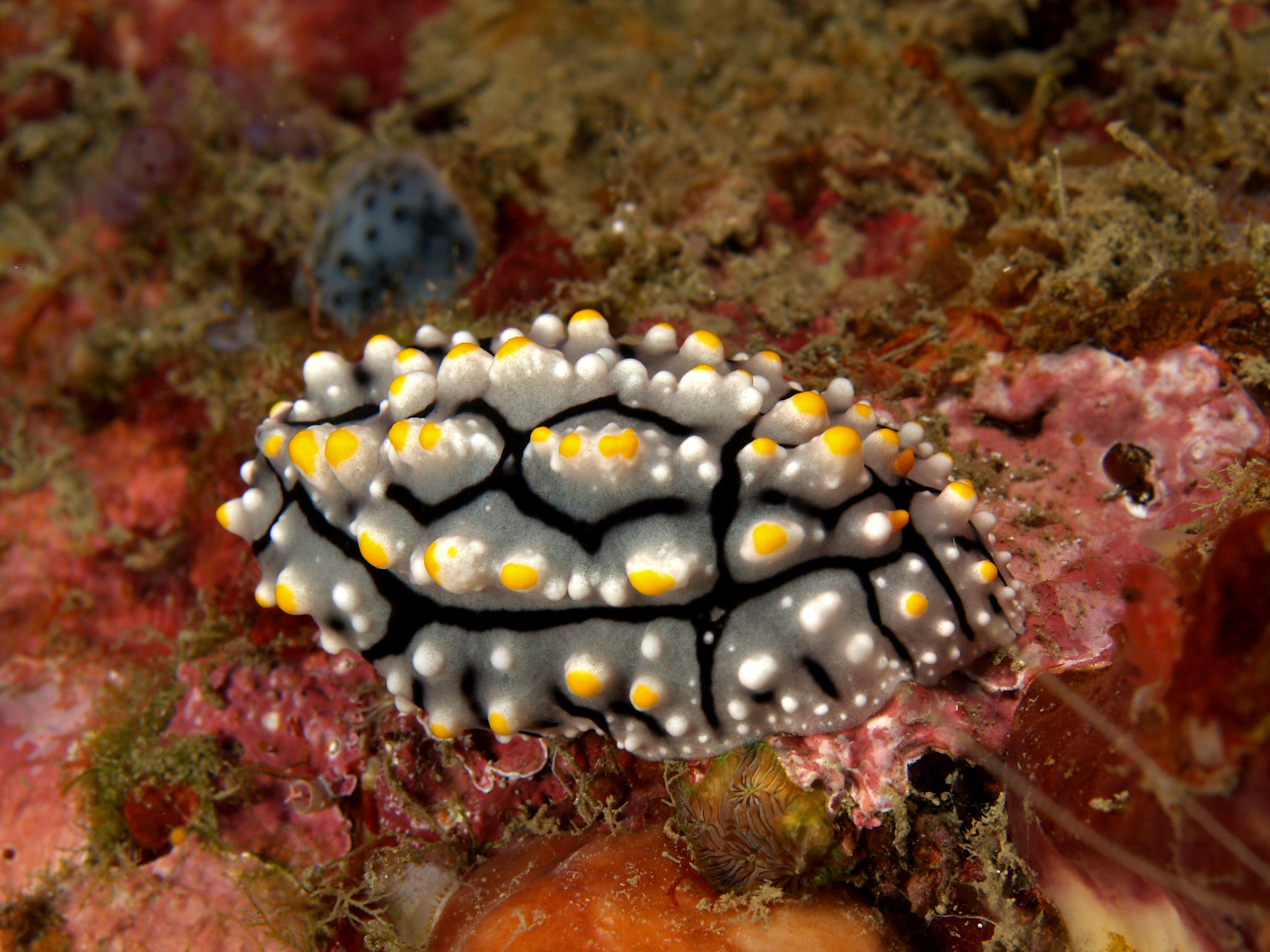
Phyllidia elegans
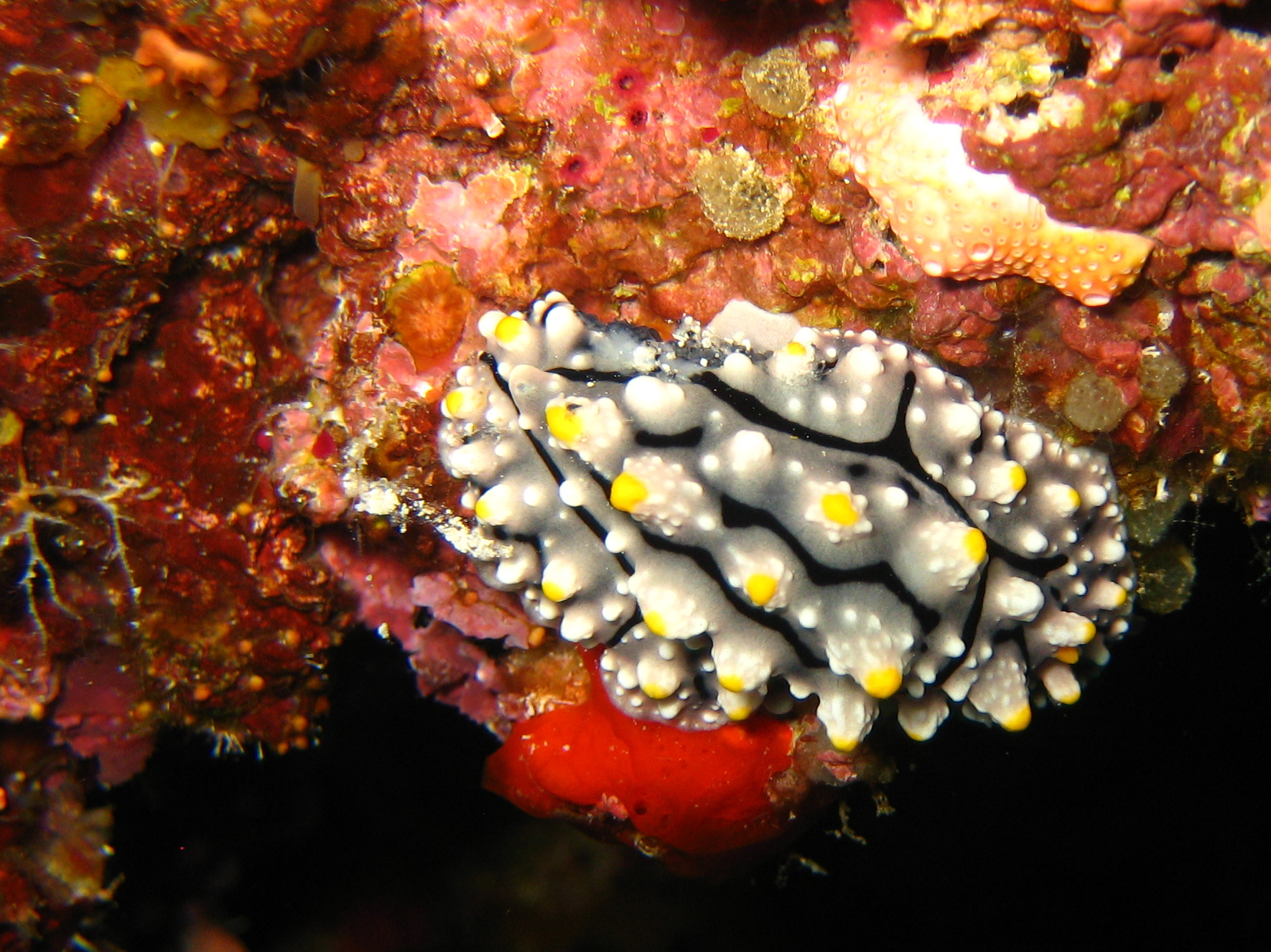
Phyllidia exquisita
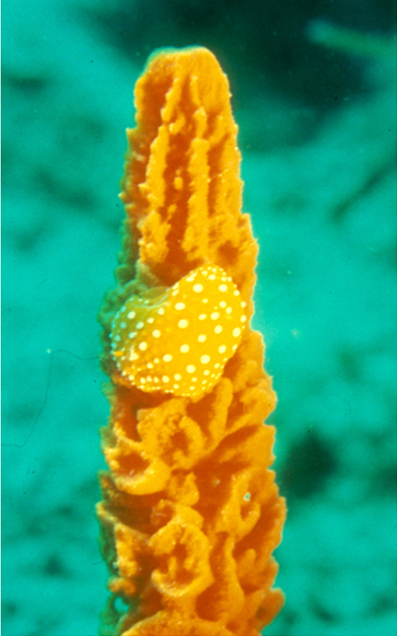
Phyllidia flava
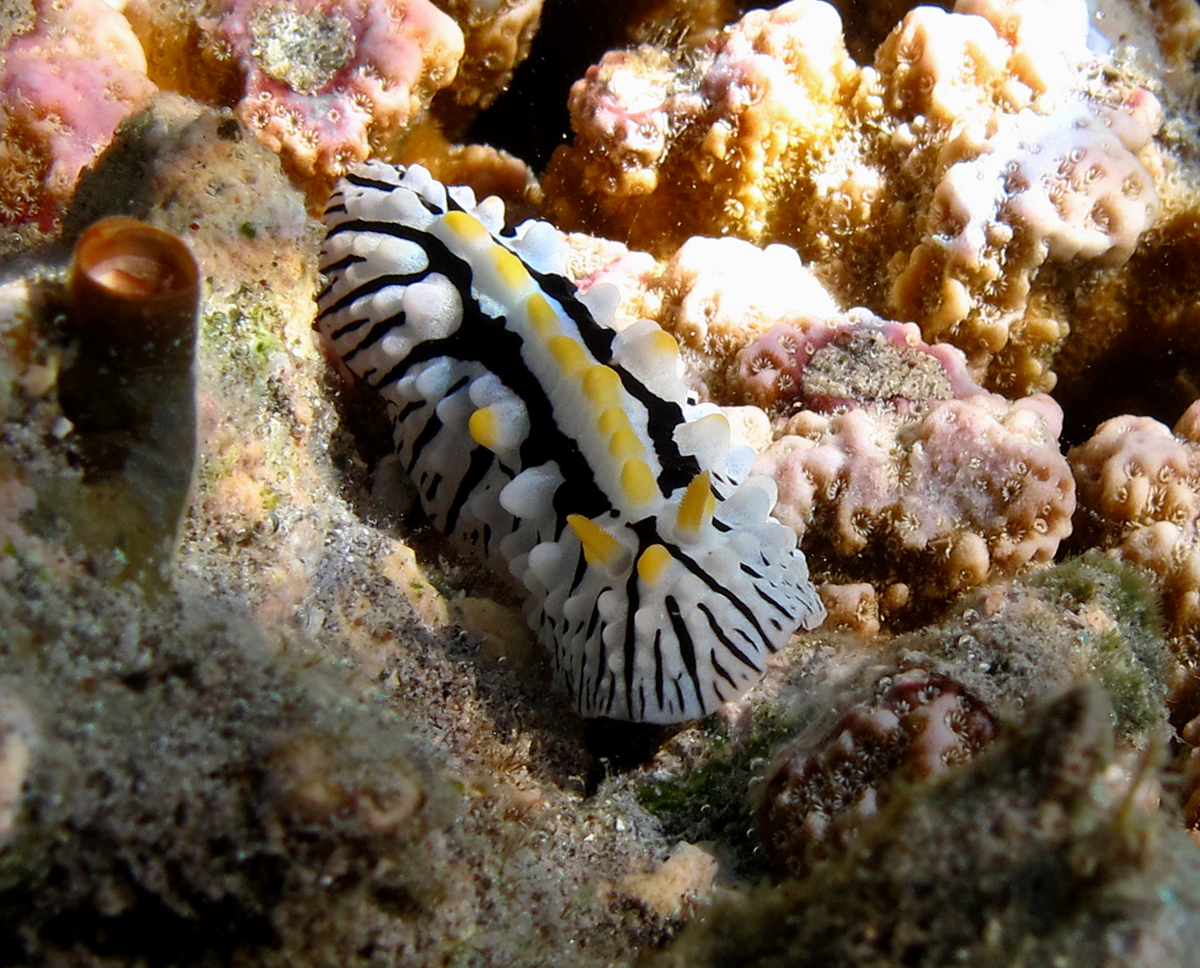
Phyllidia marindica
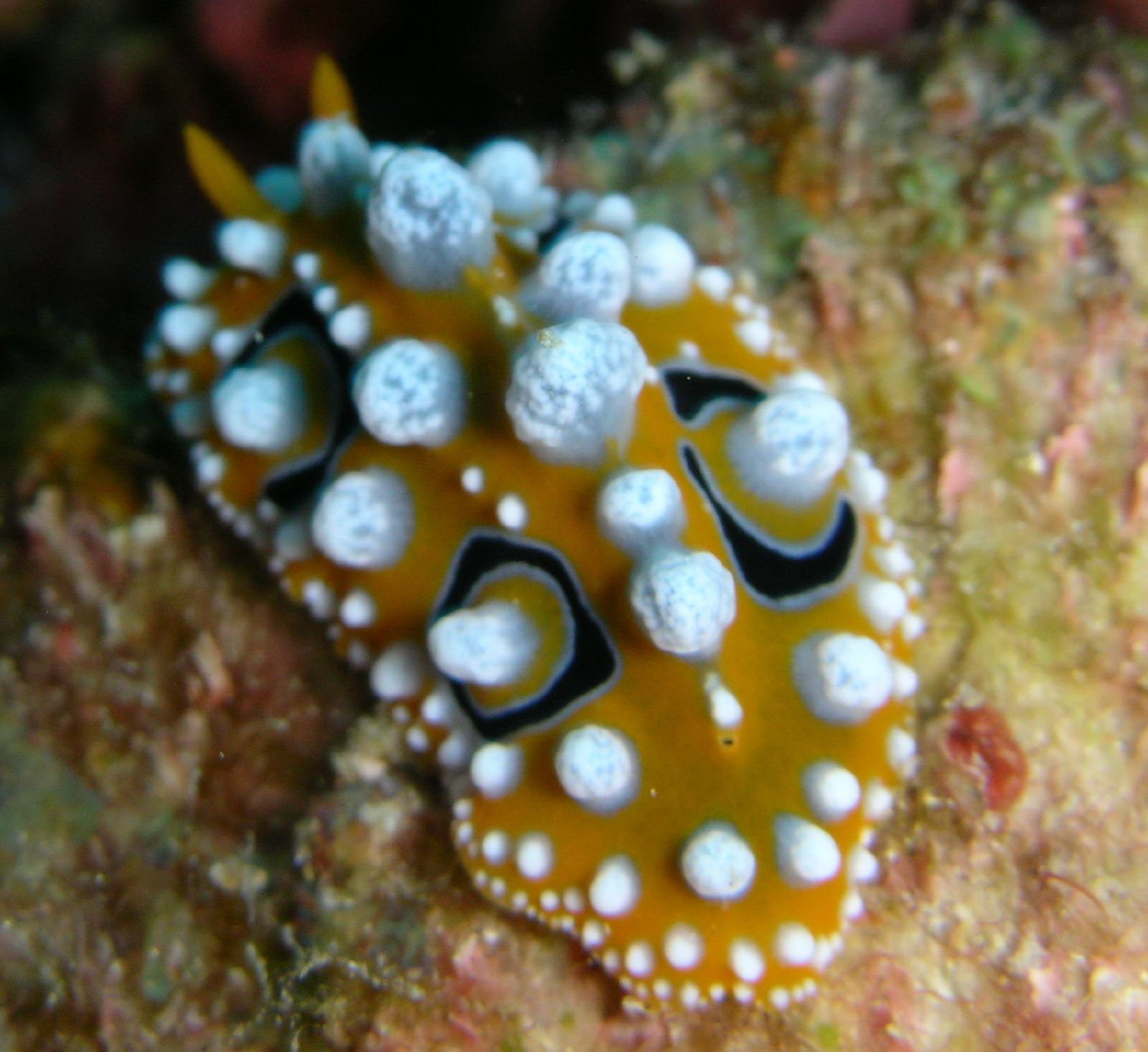
Phyllidia ocellata
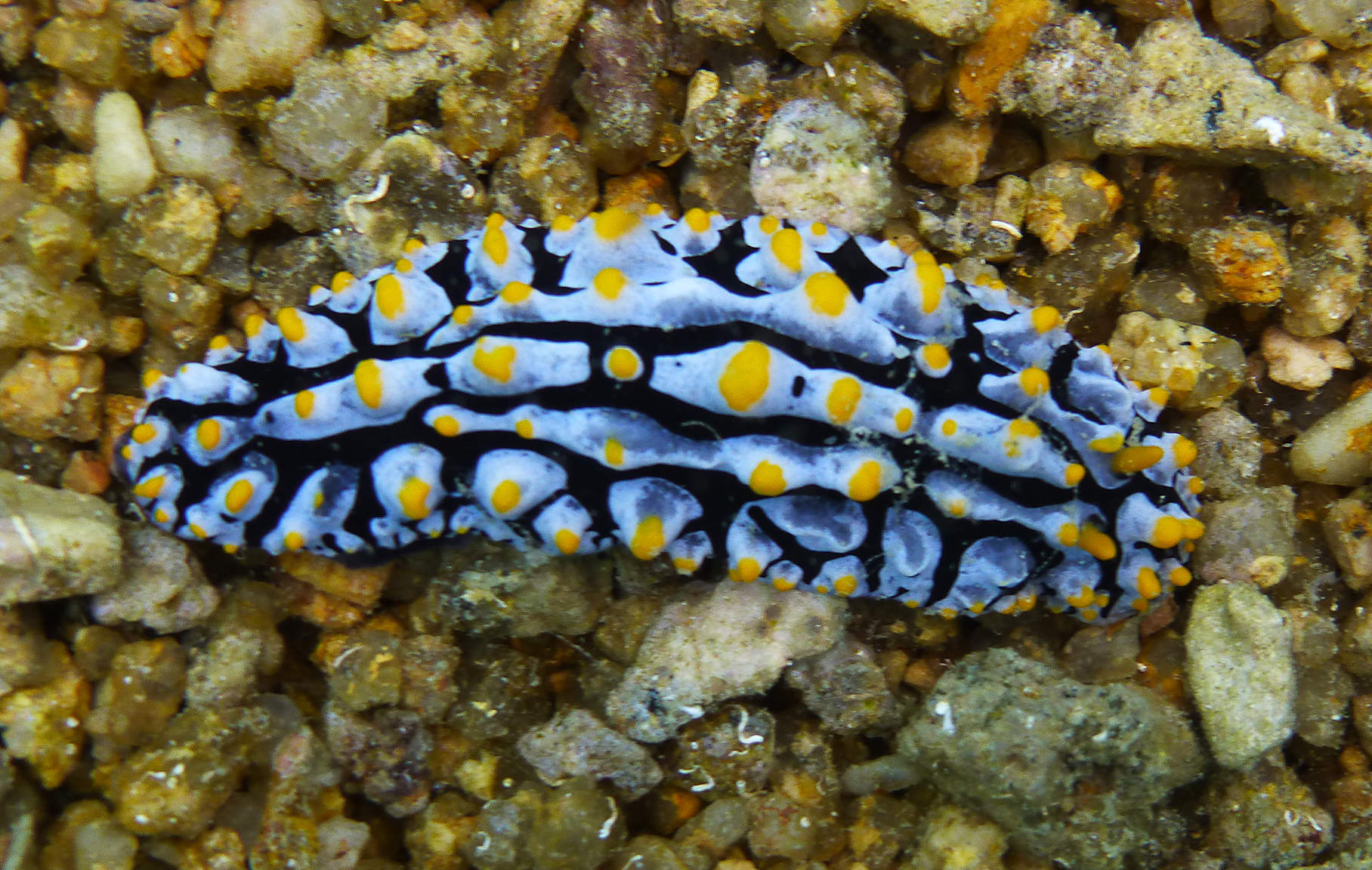
Phyllidia picta
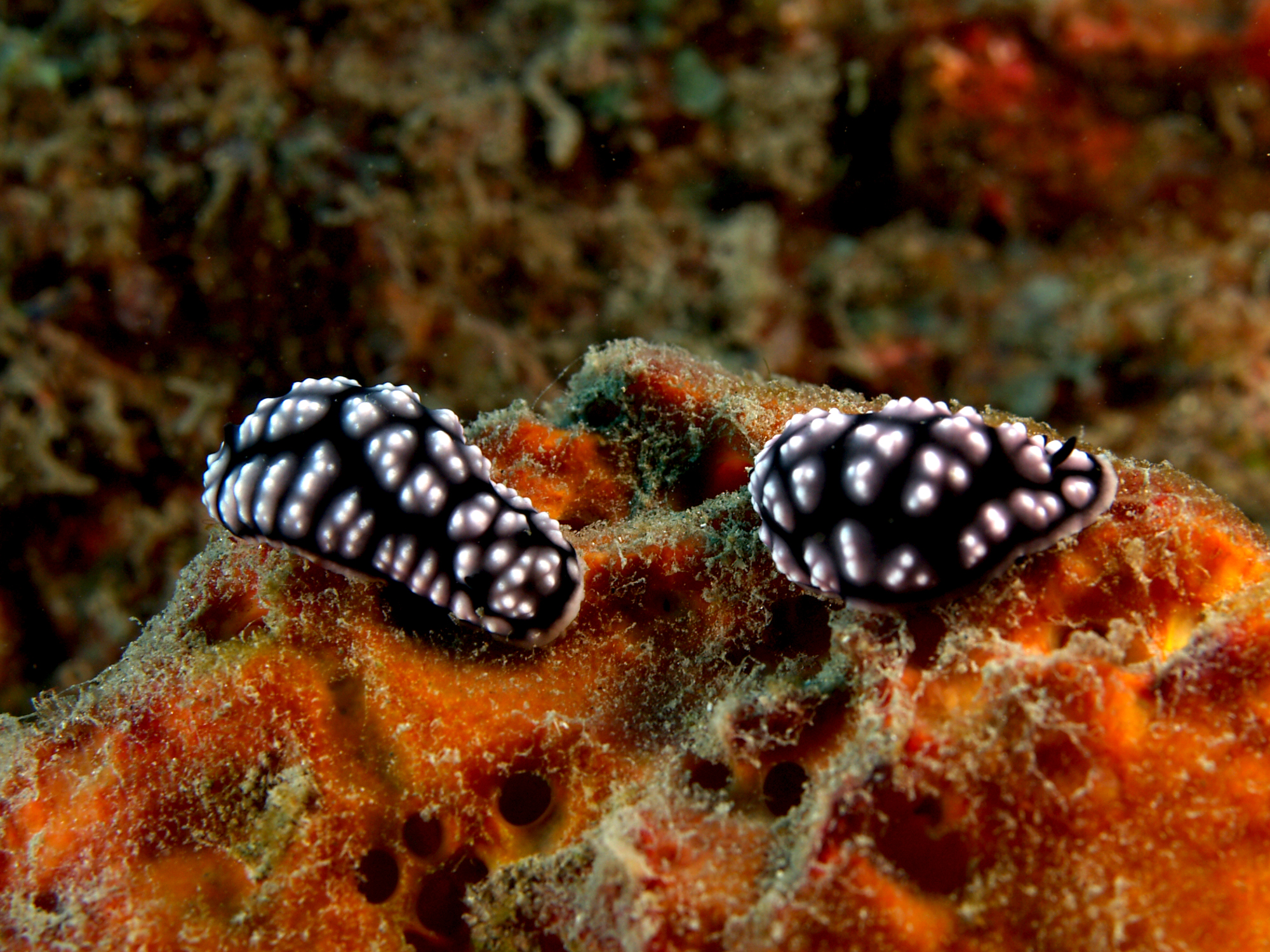
Phyllidia pustulosa
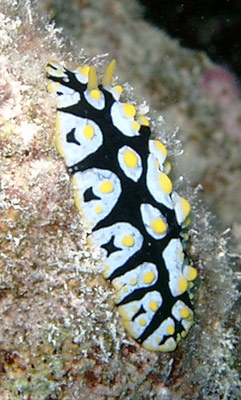
Phyllidia rueppelii
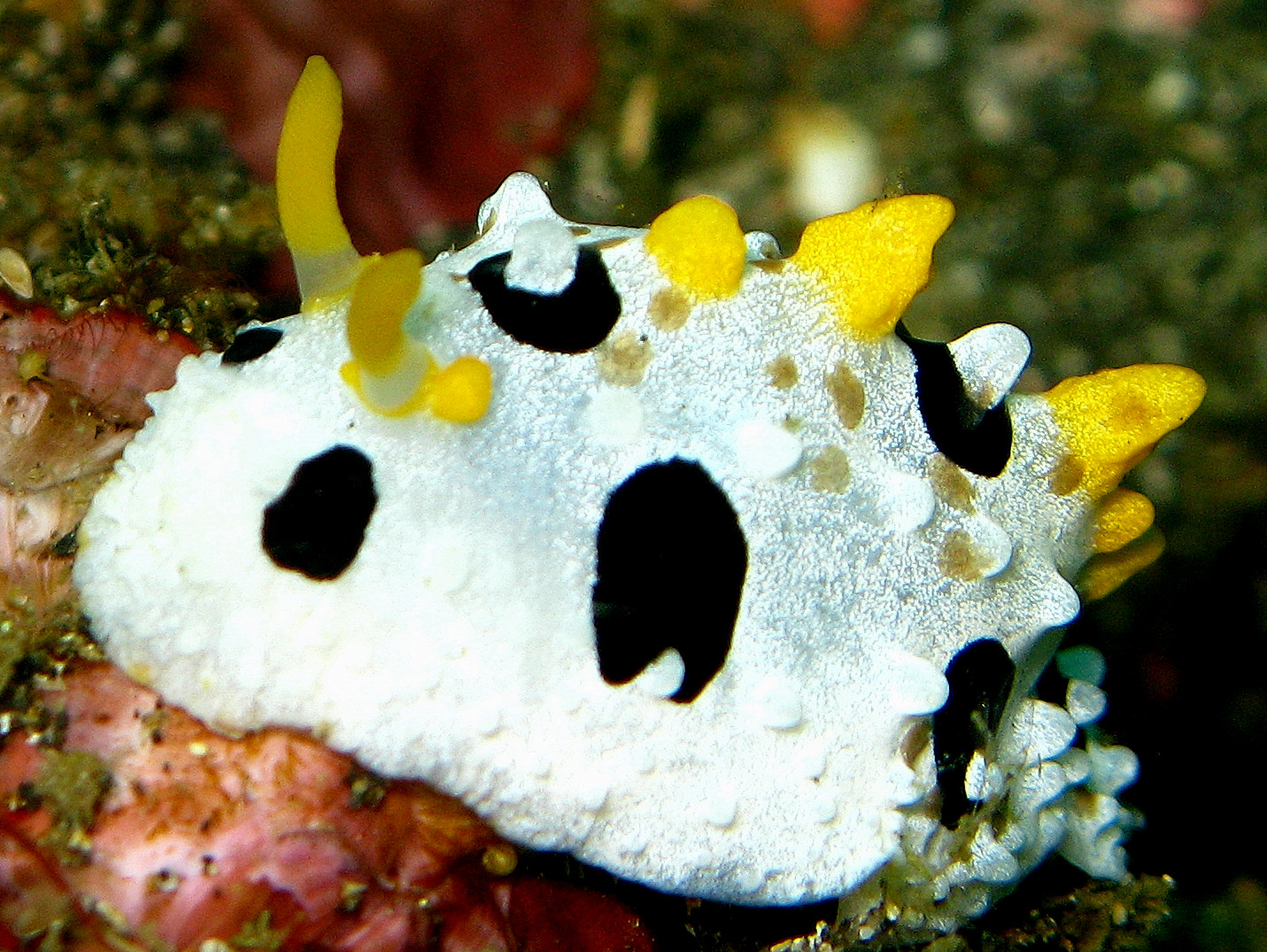
Phyllidia tula
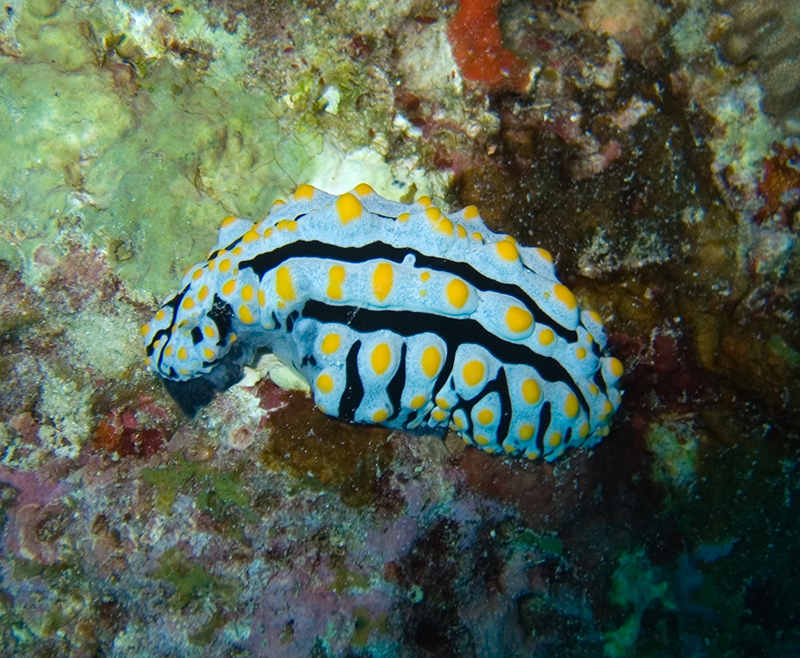
Phyllidia varicosa